# 해피니스!
《해피니스!》(はぴねす!, Happiness!)는 일본의 어덜트 게임 브랜드 윈드밀의 연애 어드벤처 게임으로, 브랜드 6번째 게임이다. 또는 본 게임을 원작으로 한 만화·애니메이션·소설작품이다.

## 역사
윈드밀의 5번째 작품으로서 개발이 시작되었지만 당초 6번째로 예정되었던《약간 솔직하게 빠져드는 감정(ちょっと素直にどんぶり感情)》이 5번째 작품으로서 먼저 발매되었다. 이후 개발이 계속되어 2005년 10월 21일에 Windows용 PC게임《해피니스!》초회한정판이, 같은 해 11월 18일에 통상판이 발매되었다.
2006년 7월 28일엔 윈드밀Oasis로부터 7개의 옴니버스 스토리와 마작게임이 수록된 팬디스크《해피니스! 리럭스(はぴねす! りらっくす)》(Happiness! Re:Lucks)가 발매되었다. 《해피니스!》·《해피니스! 리럭스》공통으로 초회한정판엔 원화집과 사운드트랙이 동봉.
2007년 1월 25일엔 마벨러스 인터렉티브로부터 플레이스테이션 2판《해피니스! 디럭스(はぴねす! でらっくす)》가 발매되었다.
2008년 6월 20일엔《해피니스!》《해피니스! 리럭스》의 생산 종료가 공식 홈페이지에서 공지되었다.
2008년 10월 24일엔《해피니스!》의 발매 3주년을 기념하여,《해피니스!·해피니스! 리럭스 SPECIAL BOX》가 발매되었다. 《해피니스!》,《해피니스! 리럭스》2작품의 Windows Vista 대응판이 세트로 있으며 각각 게임 내용 자체는 오리지널판과 차이가 없다.
2019년 2월 2일에 후속편 《해피니스! 2: Sakura Celebration》이 출시되었다.

## 등장인물
성우 출연은, PC 게임/PS2 게임/TV애니메이션의 순서로 기재.

### 주인공
코히나타 유마 (일본어: 小日向雄真)
성우 - 성우 없음(소년시절:비공개)/동일/오오하라 타카시(소년시절:카나타 아키)
본 게임의 주인공. 미즈호사카학원 보통과에 소속된 2학년생으로 평범하게 키워진 청년. 현재는 의붓 어머니인 오토하, 의붓 여동생인 스모모, 아버지와 넷이서 살고 있다.
크로켓을 좋아하며「Oasis」에선 언제나 크로켓이 딸려나오는 A정식만 시키고 있다. 게임중엔 언급되지 않았지만 사실은「코히나타」는 친아버지의 성이라는 사실이 비주얼팬북에 의해 판명되었다. 아버지의 이름은 타이키(大義)라고 하며, 유마의 친어머니인 전 아내와 헤어진 후 오토하와 재혼하였다. 현재는 장기출장인 까닭에 집에는 부재중.

### 메인 히로인
『해피니스!』에 등장하는 메인 히로인은 이하에 설명된 4인. 첫회 플레이시 공략 가능한 캐릭터는「카미사카 하루히」,「히이라기 앙리」뿐. 이 2명중 한명 이상의 해피 엔딩을 보면「타카미네 코유키」,「코히나타 스모모」의 루트를 진행할 수 있게 된다. 참고로 4명의 히로인중「코히나타 스모모」만은 마법사가 아니다.
카미사카 하루히(일본어: 神坂 春姫)
성우 - 사카키바라 유이/동일/동일(게임, 애니메이션 동일)
키:163cm, 쓰리 사이즈:90F(리럭스에선 91F.)/56/84, 생일:4월 1일, 신발 사이즈:22.5cm, 혈액형:A형
미즈호사카학원 마법과 소속의 2학년생. 학원내에서 발생한 사고에 의해 일시적으로 보통과와 마법과가 합쳐지면서 유마와 같은반이 되었다. 재색겸비에 그림으로 그린듯한 소녀로 학원의 아이돌.
히이라기 앙리(일본어: 柊 杏璃)
성우 - 나루세 미아/동일/동일(게임, 애니메이션 동일)
키:156cm, 쓰리 사이즈:83C/54/86, 생일:7월 12일, 신발 사이즈:23cm, 혈액형:B형
미즈호사카학원 마법과 소속의 2학년생으로 하루히의 친구. 트윈테일의 금빛 머리가 트레이드 마크. 보통과와 합쳐진 후에 하루히와 함께 같은반이 되어, 그 이후 악우와 같은 관계가 된다.
매직윈드는 어머니로부터 물려받은 깃털펜을 기반으로 한 파에리아(Paella).
타카미네 코유키(일본어: 高峰 小雪)
성우 - 히나타 유라/동일/동일(게임, 애니메이션 동일)
키:167cm, 쓰리 사이즈:87E/58/87, 생일:12월 22일, 신발 사이즈:24cm, 혈액형:AB형
미즈호사카학원 마법과 소속의 3학년생. 점 연구회의 부장을 맡고 있다. 교사폭발사건 이전부터 유마와는 아는사이. 긴 검은머리가 특징적인 미인.
어째선가 카레를 아주 아하며 또한 카레밖에 만들지 못한다.
코히나타 스모모(일본어: 小日向 すもも)
성우 - 아구미 오토/고토 마이/동일(게임, 애니메이션 동일)
키:152cm, 쓰리 사이즈:77A/53/83, 생일:4월 30일, 신발 사이즈:22cm, 혈액형:O형
신년도부터 후배로서 미즈호사카학원 보통과에 다니게 된 유마의 의붓 여동생. 오토하의 친딸이다.

### 서브 히로인
이하의 두명은 메인 히로인 네명의 해피엔딩을 모두 본 뒤에 공략가능하다. PC판에선 공통 루트로서 H신만 각각 존재했지만(물론 두 캐릭터 모두 보거나 모두 안보는 것도 가능), PS2판에선 각 캐릭터별로 엔딩이 준비되어있다.
시키모리 이부키(일본어: 式守 伊吹)
성우 - 미루/이치무라 오마/동일(게임, 애니메이션 동일)
키:145cm, 쓰리 사이즈:67AA/48/70, 생일:9월 12일, 신발 사이즈:20.5cm, 혈액형:B형
미즈호사카학원 마법과 1학년. 은발과 빨간 눈동자가 특징. 그 밖에 명문가인 시키모리 가문의 후계자로 거론되고 있는 인물.
카미죠 사야(일본어: 上条 沙耶)
성우 - 미사키 리나/이토 시즈카/동일(게임, 애니메이션 동일)
봄부터 미즈호사카학원 마법과에 전학온 2학년생. 카미죠 신야의 쌍둥이 여동생이다.

### 그 밖의 인물
와타라세 쥰(일본어: 渡良瀬 準)
성우 - 사모토 후우리/유이모토 미치루/동일(게임, 애니메이션 동일)
키:156cm, 쓰리 사이즈:비밀, 생일:9월 20일, 신발 사이즈:23cm, 혈액형:AB형
중학생 시절부터 질긴 인연인 유마의 악우2(제작자측에선 어느쪽이라고 하면「그 밖의1」이라 말하고 있다.). 한순간 보면 마치 미소녀처럼 보이지만 정체는 명백한 남자이다. 본인도 남자라는 자각을 가지고 있지만, 그러면서도 여성으로 보이도록 치장하고 있다. 남자든 여자든 귀여운 것은 아주 좋아하며「Love&Peace」가 모토.
인기 여성 패션 잡지의 독자모델로서 활약 중이다. 또한 학원내에 팬클럽이 존재할 정도로 인기가 있다.
타카미소 하치스케(일본어: 高溝 八輔)
성우 - 나메리카와 키쿠타로/카와무라 타쿠오/동일(소년시절:田内友み)
카미죠 신야(일본어: 上条 信哉)
성우 - 헬시 타로/이토 켄타로/동일(소년시절:사토 아리세)(게임, 애니메이션 동일)
코히나타 오토하(일본어: 小日向 音羽)
성우 - 미사키 토모미/호시노 치즈코/동일(게임, 애니메이션 동일)
미나기 스즈리(일본어: 御薙 鈴莉)
성우 - 호쿠토 미나미/히토미/동일(게임, 애니메이션 동일)
타카미네 유즈하(일본어: 高峰 ゆずは)
성우 - 비공개/혼마 유카리/동일
카미죠 소야(일본어: 上条 崇夜)
성우 - 성우 없음/동일/나이토 료

## 해피니스! 리럭스
2006년 7월 28일에 윈드밀Oasis로부터 발매된『해피네스!』의 팬디스크. 윈드밀 작품이 정식 팬디스크로서 매장 판매목적으로 릴리즈된것은 이번이 처음이었다.

### 스토리 모드
이 모드에선 주인공과 각 히로인의 본편 이후의 스토리, 또는 하렘+와타라세 준 시나리오를 즐길 수 있다.

## 해피니스! HAPPY DVD
미디어 웍스(현 아스키 미디어 웍스) 간행『전격 히메』2005년 10월호 부록DVD.

## 주제가
- 해피니스!(예약특전CD 또는 보컬 콜렉션CD『Windmill Vocal Collection tsubu-an』에 OP·ED 모두 수록)
  - 오프닝 테마『ZERO』
    - 노래 - 사토 히로미, 작사 - kanoko, 작곡·편곡 - 키쿠타 다이스케(Elements Garden)）
- 해피네스! 디럭스
  - 오프닝 테마『해피니스 방정식(はぴねす方程式)』
    - 노래 - 사카키바라 유이